# Ceram-Preis
Der Ceram-Preis war ein vom Rheinischen Landesmuseum Bonn gestifteter Preis für archäologische Sachbücher. Er ist nach dem Sachbuchautor C. W. Ceram benannt, der mit seinem Buch Götter, Gräber und Gelehrte. Roman der Archäologie die Archäologie einer breiten Öffentlichkeit nahegebracht hatte. Der Preis wurde in mehrjährigen, unregelmäßigen Abständen vergeben und war zuletzt mit 5000 Euro dotiert.
Das ausgezeichnete Buch sollte sowohl Wissenschaftler als auch Laien ansprechen. In die Auswahl kamen archäologische Sachbücher außer Lexika, reinen Bildbänden oder Katalogen, die in den vorangegangenen fünf Jahren erstmals in deutscher Sprache (einschließlich Übersetzungen) erschienen und noch erhältlich waren. Es gab keine Einschränkung räumlicher oder zeitlicher Art für den Gegenstand des Buches, nur sollten die dargestellten Erkenntnisse hauptsächlich mit archäologischen Methoden gewonnen worden sein.

## Preisträger
- 1974 – Rudolf Pörtner: Mit dem Fahrstuhl in die Römerzeit, 1959
- 1980 – der Lübbe-Verlag für die Sachbuchreihe Neue Entdeckungen der Archäologie
- 1992 – Wolfgang W. Wurster: Die Schatz-Gräber. Archäologische Expeditionen durch die Hochkulturen Südamerikas, GEO, Hamburg 1991, ISBN 3-570-01000-7
- 1998 – Marcus Junkelmann: Panis militaris. Die Ernährung des römischen Soldaten oder der Grundstoff der Macht, Verlag Philipp von Zabern, Mainz 1997 (Kulturgeschichte der Antiken Welt, Band 75), ISBN 3-8053-2332-8
- 2002 – Franco Falchetti und Antonella Romualdi: Die Etrusker, Theiss, Stuttgart 2001, ISBN 3-8062-1630-4